# Parabacteroides distasonis
Parabacteroides distasonis é uma bactéria pertencente ao género Parabacteroides.